# Heinrich Brandler
Heinrich Brandler, född 3 juli 1881 i Warnsdorf i Österrike-Ungern, död 26 september 1967 i Hamburg, var en tysk kommunistisk politiker, aktivist och författare. 

## Biografi
Brandler blev tidigt aktiv inom fackföreningsrörelsen. År 1901 blev han medlem i Tysklands socialdemokratiska parti (SPD). Mellan 1908 och 1914 bodde han i Schweiz och arbetade bland annat som murare. Brandler återvände till Tyskland strax innan första världskriget utbröt. Han deltog i Spartacusförbundets första kongress och blev kort därefter utesluten ur SPD. År 1918 grundade bland andra Brandler och August Thalheimer Tysklands kommunistiska parti (KPD). 
I mars 1921 utbröt revolter, kallade Märzaktion, i flera tyska städer, bland annat Halle och Hamburg. Revolterna var organiserade av personer ur KPD, KAPD och andra vänsterradikala grupperingar. Brandler greps och dömdes till fem års fängelse.
I slutet av 1920-talet uppstod det missnöje med Ernst Thälmanns styre av KPD. Det hela slutade med att Brandler och Thalheimer blev uteslutna ur KPD efter att ha kritiserat Thälmann; de två grundade istället Kommunistische Partei-Opposition (KPO). Brandler kom i och med detta att tillhöra högeroppositionen.
Efter Adolf Hitlers utnämning till tysk rikskansler i januari 1933 emigrerade Brandler och Thalheimer till Paris och senare till Kuba.

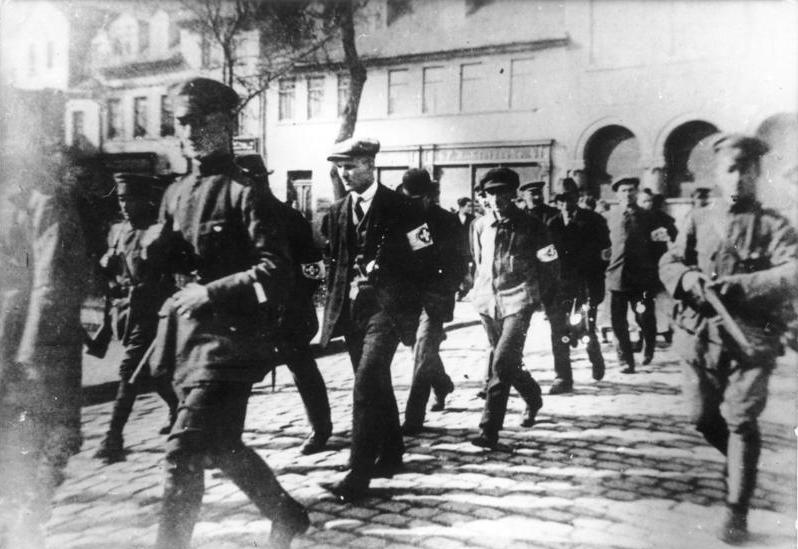
Gripna kommunister ledsagas av polis i samband med Märzaktion 1921.